# 姚公庙站
姚公庙站位于中华人民共和国安徽省合肥市包河区祁门路与金寨路交叉口地下，是合肥轨道交通4号线的地铁车站，工程站名金寨路站。

## 车站结构
姚公庙站位于祁门路与金寨路交叉口东侧，为4、9号线换乘站，沿祁门路东西向布置，9号线拟沿金寨路南北向布置，车站为地下三层双柱三跨岛式站台，站台宽度14m，设3个出入口，2组风亭，1座冷却塔。